# Джърси Сити
Джърси Сити (на английски: Jersey City) е град в североизточната част на Съединените американски щати, в щата Ню Джърси.
Разположен е на десния бряг на устието на река Хъдсън срещу Манхатън, Ню Йорк. Населението му е около 240 000 души (2000). Свързан е с Нюарк чрез моста Пуласки.

## География
Площта на града е 54,7 км², от които 38,6 км² суша и 16,1 км² вода. На изток е р. Хъдсън, на север са Юниън сити и Хобокън, на запад са Карни и Нюарк, а на юг е Бейон.

## История
Територията на днешен Джърси сити е била населена от т.нар. Лени Ленапе – недобре организирани индианци, които са били дребни земеделци. През 1609 обаче Хенри Хъдсън, който търсел нов път до Източна Азия, попада на малкия полуостров Сидни Хук, където акостира. След като отделя 9 дни, за да се запознае с района и местните, Хъдсън отплава за Холандия.
Холандците създават Обединената новохоландска компания, за да установят контрол над тази територия, и я наричат Нова Нидерландия. Тя става холандска провинция през юни 1623. Скоро след това Михаел Пау, който е кмет на Амстердам и лорд на Ахтенховен, получава заем, но в замяна на това трябва да създаде колония от не по-малко от 50 души в Нова Нидерландия за по-малко от 4 години. Той си избира западния бряг на р. Хъдсън и индианците му продават земята. Този териториален заем датира от 22 ноември 1630 и това е първият известен юридически документ, свързан с Джърси сити. Постепенно градът се разраства. От 1820 до 1838 Джърси сити носи името Град Джърси.
През голяма част от 19 и 20 век Джърси сити е промишлен и пристанищен град. Там, подобно на Ню Йорк, пристигат нови имигранти в САЩ. В най-добрите си дни (преди Втората световна война) емигрирали немци, ирландци и италианци работят в Колгейт, Клоро и Диксън Тайкондерога. Най-много работа обаче има по железницата, като жп мрежата на САЩ спира при р. Хъдсън. През 1911 Пенсилванската железопътна компания изгражда първия тунел под реката. Дотогава пътниците, ползващи жп транспорта, пътуват до Манхатън с ферибот или обикалят окръг Хъдсън и нататък с тролей. Последният трамвай е спрян през 1949. Днес е останала само една жп линия и това е бившата Ири Лакауана с гара Хобокън.
През този период в Джърси сити процентът на ирландците е много голям. Много от тях работят във фабриките в Джърси сити.
Франк Хейг е кмет на града в периода 1917 – 47. Името му се свързва с отрицателни събития и най-вече с корупция. Известен като „Ханки-Панки“, той управлява града с желязна ръка и същевременно манипулира губернатори, сенатори и съдии. Бил е известен като простак и вулгарен тип и квалифицирал опонентите си като „червени“ или „комуняги“. Жителите на града не посмявали да говорят против него, тъй като се страхували от полицията на Хейг, от една страна, а от друга се бояли да не бъдат публично оплюти. Кметът живее като милионер, въпреки че средната му годишна заплата е $8000. Той е собственик на 14-стаен двоен двуетажен апартамент в Джърси сити, на друг в хотел Астория в Манхатън, както и на луксозна вила в Дийл в Ню Джърси. Пътува всяка година до Европа с най-пищните лайнери.
Джърси сити си създава репутация на корумпиран град дори след като Хейг напуска. До 70-те градът е в застой, като много от заможните граждани се впускат към покрайнините. Това довежда до увеличаване на броя на хората от работническата класа и престъпността, гражданското неподчинение, корупцията и икономическите трудности. От 1950 до 1980 населението намалява със 75 000 души, а в периода 1975-82 работната сила спада с 9%, което е равносилно на 5000 работни места. Градът изживява период на бурна престъпност. Нови имигранти търсят подслон в Джърси сити поради ниските цени на жилищата, въпреки трагичното състояние на много от кварталите в града.
Градът обаче скоро се съвзема. С нарастването на бреговата линия кварталите в търговската част се подобряват бързо. Специалисти от Манхатън се местят в града. В търговската част има голям брой специфични викториански червеникаво-кафяви строителни камъни.
Освен това в Джърси сити са разположени корпорации като банка Chase Manhattan, Merrill Lynch и инвестиционната фирма Charles Schwab.

## Образование
В Джърси сити има няколко университета, като „Новият университет на Джърси сити“ и колежът „Сейнт Питър“ се намират в западната част на града. Там е Общия колеж за окръг Хъдсън, който се намира на булевард „Журнал“.
Академичната гимназия Макнеър е най-новото училище в Джърси сити и веднъж е определено в местното списание „New Jersey Monthly“ за най-добра гимназия.

## Население
В града живеят 240 055 по данни от 2000. Гъстотата на населението е 6212,2/км². Белите са 34,01 %, негрите – 28,32 %, индианците – 0,45 %, азиатците – 16,20 %, тихоокеанците – 0,08 %, а останалите 15,11 % са от друга раса. 5,85 % са със смесена раса.

## Транспорт
През Джърси сити минават няколко магистрали като Нюджърската магистрала, Междущатска магистрала №78, шосета №1 и №9, и нюджърските пътища №139 и №440. Холандският тунел, през който минава Междущатска магистрала №78, свързва Джърси сити с Манхатън. Общественият транспорт е добре развит.

## Личности
- Родени в Джърси Сити
  - Нанси Синатра (р. 1940), певица и актриса
- Други личности, свързани с Джърси Сити
  - Елизабет Блекуел (1821 – 1910), лекарка, живее в града през 1835 – 1838

## Други
- Технически, адресът на Статуята на свободата е авеню Комюнипау №1 в Джърси сити, но в действителност тя е разположена изцяло в Ню Йорк. За сметка на това, части от о-в Елис са в Джърси сити.
- Часовникът на Колгейт ( Архив на оригинала от 2005-12-15 в Wayback Machine.), който е рекламиран от Colgate като най-големия на света, се намира в Джърси сити и гледа към южната част на Нюйоркския залив и Южен Манхатън. Часовникът е 1500 см в диаметър, а стрелката за минутите тежи 1 тон. Построен е през 1924, когато заменя по-малък часовник.
- Най-високата постройка в Ню Джърси е кулата на Голдман Сакс, строежът по която е завършен през 2004. Други забележителни сгради в града включват кулата на улица Хъдсън 101, кулата Нюпорт и центъра за размяна.